# Kanton Gémozac
Kanton Gémozac (fr. Canton de Gémozac) je francouzský kanton v departementu Charente-Maritime v regionu Poitou-Charentes. Skládá se ze 16 obcí.

## Obce kantonu
- Berneuil
- Cravans
- Gémozac
- Jazennes
- Meursac
- Montpellier-de-Médillan
- Rétaud
- Rioux
- Saint-André-de-Lidon
- Saint-Quantin-de-Rançanne
- Saint-Simon-de-Pellouaille
- Tanzac
- Tesson
- Thaims
- Villars-en-Pons
- Virollet